# Pieter van Moergastel
Pieter van Moergastel was een Nederlands dirigent en muziekdocent.

## Levensloop
Pieter van Moergastel werd in 1942 geboren in een boerengezin in Breda.
Hij doorliep het juvenaat van de Broeders van Huijbergen en de kweekschool,
trad in het klooster in en ging lesgeven.
Hij besloot uit te treden en huwde in 1967 met mezzosopraan Lia Ligthart,
tevens dirigente van onder meer kinderkoor De Madeliefjes. Ze kregen drie kinderen,
onder wie altvioliste Edith van Moergastel.
In 1968 werd hij muziekleraar aan het St. Chrysostomuslyceum in Boxmeer,
in 1969 organist en beiaardier van de Sint-Martinuskerk (Cuijk).
Hier richtte het echtpaar in 1974 kamerkoor Nuit d'Art op.
Intussen behaalde hij aan het Tilburgs conservatorium de diploma's orgel (1968, bij Huub Houët),
schoolmuziek (1970), en theorie der muziek (1975), waarna hij er zelf docent werd,
met als specialiteit het contrapunt.  Hij ontwikkelde zich tot pleitbezorger van de
Nederlandstalige koormuziek, in het bijzonder van hedendaagse Nederlandse en Vlaamse componisten.
In 1980 werd een tweede kamerkoor opgericht, Ad Parnassum in Tilburg, dat zich vandaag de dag nog steeds uitdrukkelijk op dit repertoire richt. 
Met beide koren won hij achtereenvolgens het Nederlands Koorfestival (1984 en 1985).
Ook dirigeerde hij het Heuvels Gemengd Koor en het vocaal ensemble Flint.
Hij publiceerde verscheidene werken over koormuziek en grammofoonplaten met koormuziek.
In 1991 werd hij leider van de Schola Cantorum
van de Sint Jan in Den Bosch.  Hier besteedde hij veel aandacht aan de ontwikkeling van de kinderkoren.
In 1996 overleed Pieter van Moergastel na een fatale ziekte.